# Echeveria bicolor
Echeveria bicolor là một loài thực vật có hoa trong họ Crassulaceae. Loài này được (Kunth) E.Walther miêu tả khoa học đầu tiên năm 1935.